# Mit Herz und Robe
Mit Herz und Robe ist eine siebenteilige deutsche Justizfernsehserie des DFF, die von März bis April 1991 mittwochs um 20:00 Uhr ausgestrahlt wurde. Uta Schorn spielt die Hauptrolle der Richterin und alleinerziehenden Mutter Petra Selig.

## Schauspieler und Rollen
Die folgende Tabelle zeigt die Hauptdarsteller. Daneben waren auch namhafte Gastdarsteller wie Jürgen Zartmann, Herbert Köfer, Renate Geißler, Christel Peters, Karin Ugowski, Petra Hinze, Wera Paintner, Solveig Müller, Jürgen Mai, Wolfgang Greese, Eberhard Mellies, Gerd Grasse, Bernd Michael Lade und Karsten Speck dabei.
| Schauspieler         | Rolle                 | Episoden |
| -------------------- | --------------------- | -------- |
| Uta Schorn           | Richterin Petra Selig | 7        |
| Peter Reusse         | Dr. Klaus Wilhelm     | 7        |
| Renate Blume         | Margot Wilhelm        | 7        |
| Gabriele Streichhahn | Renate Wilmers        | 7        |
| Ingeborg Krabbe      | Bruni Winzig          | 7        |
| Alfred Struwe        | Alfred Kleinert       | 7        |
| Helmut Schellhardt   | Dr. Schiller          | 7        |
| Christine Kaubisch   | Jana Selig            | 7        |

## Episodenliste
| Folge | Titel           | Ausstrahlung   |
| ----- | --------------- | -------------- |
| 1     | Bekanntschaften | 13. März 1991  |
| 2     | Dissonanzen     | 20. März 1991  |
| 3     | Affären         | 27. März 1991  |
| 4     | Irrtümer        | 3. April 1991  |
| 5     | Ausrutscher     | 10. April 1991 |
| 6     | Neuigkeiten     | 17. April 1991 |
| 7     | Veränderungen   | 24. April 1991 |

## DVD-Veröffentlichung
- Mit Herz und Robe (DDR TV-Archiv) – Die komplette Serie, OneGate Media, FSK 0, Laufzeit: ca. 414 Minuten, Erscheinungstermin: 8. September 2023.